# Jules Oppert
Pour les articles homonymes, voir Oppert.
Jules Oppert, né Julius Samuel Oppert le 9 juillet 1825 à Hambourg et mort le 21 août 1905 à Paris, est un assyriologue français de naissance allemande qui est professeur au Collège de France et président de l’Académie des inscriptions et belles-lettres.

## Études et carrière
Né dans une famille hambourgeoise, après avoir étudié à Heidelberg, Bonn et Berlin, Oppert soutient en 1846 sa thèse de doctorat sur Le droit criminel de l’Inde, à l’université de Kiel. Ses origines juives l'empêchent de mener une carrière universitaire en Allemagne, aussi s'installe-t-il en France, où il est d'abord professeur d'allemand au lycée de Laval puis de Reims, tout en poursuivant ses recherches sur l’orientalisme.
Il se joint, en 1851, à l'expédition scientifique et artistique de Mésopotamie et de Médie conduite par Fulgence Fresnel. En mai 1856, il est naturalisé français par décret en reconnaissance de ses services. Il se charge ensuite de l’étude des résultats de l’expédition, portant, en particulier, son attention sur les inscriptions cunéiformes qu’il a collectées.
Oppert publie, en 1855, Écriture Anarienne, avançant l’hypothèse que la langue parlée originellement en Assyrie était d’origine touranienne (relative aux langues turc et mongol), plutôt qu’aryenne ou sémite, et que ses locuteurs avaient inventé l’écriture cunéiforme. Bien que la classification des inscriptions « Casdo-scythes » comme touraniennes fut plus tard remise en question, des études confirmeront Oppert dans son hypothèse sur le caractère discret de la langue sumérienne (comme il la rebaptise en 1869) et sur l’origine de son écriture. Il publie, en 1856, Chronologie des Assyriens et des Babyloniens.
En 1857, il est nommé professeur de sanskrit et de philologie comparée à l’école des langues de la Bibliothèque nationale de France, et c’est à ce poste qu’il publie une Grammaire sanscrite, en 1859. Cependant son domaine d’étude privilégié reste l’assyrien et ses sujets connexes. Son rapport sur la mission Fresnel ainsi que les résultats de ses études, sont publiés dans Expédition scientifique en Mésopotamie (1859-1863), avec un second volume intitulé Déchiffrement des inscriptions cunéiformes.
À la lumière de nouvelles découvertes archéologiques, il publie, en 1865, une Histoire des empires de Chaldée et d’Assyrie. Ses Éléments de la grammaire assyrienne, sont publiés en 1868. L’année suivante, il est nommé professeur de philologie et d’archéologie assyrienne au Collège de France. Son champ d’études se porte, en 1876, sur les antiquités de l’ancienne Médie et de sa langue à propos desquels il publie en 1879 Le peuple et la langue des Mèdes.
En 1881, il est admis à l’Académie des inscriptions et belles-lettres au fauteuil d'Auguste Mariette et il en est élu président en 1890. 
Il meurt à Paris le 21 août 1905.

## Ouvrages
- Écriture anarienne (1855)
- Chronologie des Assyriens et des Babyloniens (1856)
- Expédition scientifique en Mésopotamie (1859-1863) et le second volume Déchiffrement des inscriptions cunéiformes
- Histoire des empires de Chaldée et d’Assyrie (1865)
- Éléments de la grammaire assyrienne (1868)
- L’immortalité de l'âme chez les Chaldéens (1875)
- Salomon et ses successeurs (1877)
- Doctrines juridiques de l’Assyrie et de la Chaldée (1877 avec Joachim Menant)

## Hommages et distinctions
- 1885 : officier de la Légion d'honneur, sur contingent du ministère de l'Instruction publique[4]